# Струйкенс, Марио
Марио Струйкенс (нидерл. Mario Stroeykens; родился 29 сентября 2004, Бельгия) — бельгийский футболист, полузащитник бельгийского клуба «Андерлехт».

## Футбольная карьера
Марио начинал заниматься футболом в команде «Тукомст Релегем», в 11 лет перешёл в академию «Андерлехта» - одного из ведущих бельгийских клубов. С сезона 2020/2021 привлекается к тренировкам с основной командой. В конце 2020 года подписал контракт с «Андерлехтом» сроком на три года. 15 января 2021 года дебютировал в Лиге Жюпиле в поединке против «Эйпена», выйдя на замену на 85-й минуте вместо Пола Мукайру.
Также Марио является игроком юношеских сборных Бельгии.

## Семья
Брат Марио - Мэтью - также является футболистом и выступает на позиции голкипера в молодёжной команде «Андерлехта». Кроме этого у Струйкенсов есть двоюродный брат Анри Станич, который выступает за молодёжную команду «Ауд-Хеверле Лёвена».